# Every Generation
Every Generation es el quinto álbum de estudio del músico estadounidense de jazz Ronnie Laws. Fue publicado en marzo de 1980 por United Artists Records.

## Lista de canciones
Todas las canciones escritas y compuestas por Ronnie Laws, excepto donde esta anotado.
Lado uno
1. «Young Child» – 4:39
2. «Never Get Back to Houston» – 3:04
3. «Every Generation» – 5:50
4. «Tomorrow» – 3:46

Lado dos
1. «O.T.B.A. Law (Outta Be a Law)» – 4:43
2. «Love's Victory» (Laws, Charlotte Stroud) – 4:26
3. «Thoughts & Memories» (William Jeffrey) – 4:22
4. «As One» – 4:08

## Posicionamiento
| Gráficas (1980)                                   | Pico de posición |
| ------------------------------------------------- | ---------------- |
| Estados Unidos (Billboard 200)                    | 24               |
| Estados Unidos (Billboard Top R&B/Hip-Hop Albums) | 4                |